# KkStB 53 sorozat
A kkStB 53 sorozat egy tehervonati szerkocsisgőzmozdony-sorozat volt az cs. kir. osztrák Államvasutaknál (k.k. österreichischen Staatsbahnen, kkStB), amely mozdonyok eredetileg a Dux-Bodenbacher Eisenbahn (BDE) és a Böhmische Nordbahn (BNB)-tól származtak.
| BNB 31-43 |
| --------- |

## kkStB 53.01-26 (Dux-Bodenbacher Eisenbahn)
A Dux-Bodenbacher Eisenbahn 1872 és 1882 között szerezte be ezt a 26 db mozdonyt a Bécsújhelyi, a Sigl bécsi és a StEG mozdonygyáraitól. A mozdonyokat a 9-34 pályaszámokkal látták el.
Az államosítás után a kkStB előbb 5301-5326 pályaszámokat adott nekik, majd 1905-től az 53 sorozatba és a 01-26 pályaszámok alá sorolta át őket.
Az első világháború után néhány mozdony a Lengyel Államvasutakhoz került, ahol viszont már nem sorolták be, hanem selejtezték őket. Húsz mozdony a sorozatból a Csehszlovák Államvasutaké lett, ahol a ČSD 314.0 sorozatjelet kapták. Az utolsó mozdonyokat a sorozatból az 1950-es évek elején törölték az állományból.

## kkStB 53.31–63 (Böhmische Nordbahn)
A 33 mozdonyt a Bécsújhelyi Mozdonygyár szállította 1871 és 1901 között a BNB-nek, ahol beszámozták őket az V sorozat 57-89 pályaszámtartományába.
A BNB államosítását követően a kkStB a hozzákerült mozdonyokat átszámozta az 53 sorozat 31-63 pályaszámaira.
Az első világháborút követően a kkStB 53.55 mozdony az Olasz Államvasutakhoz került FS 218 sorozatba és már 1923-ban selejtezték. 15 gép a Csehszlovák Államvasutaké lett, ott a ČSD 325.1 sorozatba kerültek és egészen 1952-ig üzemelt az utolsó példány a sorozatból. 17 mozdony a Lengyel Államvasutak állományába került, ám ott selejtezték őket anélkül, hogy pályaszámokat kaptak volna.
| DBE 9–34 / BNB V 31–43 / kkStB 53 / ČSD 314.0 / ČSD 323.1 / FS 218 | DBE 9–34 / BNB V 31–43 / kkStB 53 / ČSD 314.0 / ČSD 323.1 / FS 218 | DBE 9–34 / BNB V 31–43 / kkStB 53 / ČSD 314.0 / ČSD 323.1 / FS 218 | DBE 9–34 / BNB V 31–43 / kkStB 53 / ČSD 314.0 / ČSD 323.1 / FS 218 | DBE 9–34 / BNB V 31–43 / kkStB 53 / ČSD 314.0 / ČSD 323.1 / FS 218 | DBE 9–34 / BNB V 31–43 / kkStB 53 / ČSD 314.0 / ČSD 323.1 / FS 218 |
|                                                                    | 53.01–17                                                           | 53.18–26                                                           | 53.31–49                                                           | 53.44 (Brotan)                                                     | 53.50–63                                                           |
| ------------------------------------------------------------------ | ------------------------------------------------------------------ | ------------------------------------------------------------------ | ------------------------------------------------------------------ | ------------------------------------------------------------------ | ------------------------------------------------------------------ |
| Jelleg:                                                            | Cn2                                                                | Cn2                                                                | Cn2                                                                | Cn2                                                                | Cn2                                                                |
| Hajtókerék-átmérő:                                                 | 1175–1180 mm                                                       | 1175–1180 mm                                                       | 1176 mm                                                            | 1176 mm                                                            | 1176 mm                                                            |
| Csatolt kerekek tengelytávolsága:                                  | 3160 mm                                                            | 3160 mm                                                            | 3160 mm                                                            | 3160 mm                                                            | 3160 mm                                                            |
| Össztengelytávolság:                                               | 3160 mm                                                            | 3160 mm                                                            | 3160 mm                                                            | 3160 mm                                                            | 3160 mm                                                            |
| Tengelytávolság szerkocsival:                                      | 10 430 mm                                                          | 10 430 mm                                                          | 10 305 mm                                                          | 10 305 mm                                                          | 10 305 mm                                                          |
| Üres tömeg:                                                        | 37,7 t                                                             | 37,7 t                                                             | 34,5 t                                                             | 34,5 t                                                             | 34,5 t                                                             |
| Tapadási tömeg:                                                    | 41,0 t                                                             | 41,0 t                                                             | 38,4 t                                                             | 38,4 t                                                             | 38,6 t                                                             |
| Szolgálati tömeg:                                                  | 41,0 t                                                             | 41,0 t                                                             | 38,4 t                                                             | 38,4 t                                                             | 38,6 t                                                             |
| Hengerek száma:                                                    | 2                                                                  | 2                                                                  | 2                                                                  | 2                                                                  | 2                                                                  |
| Hengerátmérő:                                                      | 475 mm                                                             | 475 mm                                                             | 475 mm                                                             | 475 mm                                                             | 475 mm                                                             |
| Dugattyúlöket:                                                     | 632 mm                                                             | 632 mm                                                             | 632 mm                                                             | 632 mm                                                             | 632 mm                                                             |
| Tűzcsövek száma:                                                   | 181                                                                | 177                                                                | 191                                                                | 199                                                                | 191                                                                |
| Csőfűtőfelület:                                                    | 121,6 m²                                                           | 119,1 m²                                                           | 130,9 m²                                                           | 133,9 m²                                                           | 130,9 m²                                                           |
| Sugárzú fűtőfelület:                                               | 8,0 m²                                                             | 9,0 m²                                                             | 8,6 m²                                                             | 10,4 m²                                                            | 9,3 m²                                                             |
| Rostélyfelület:                                                    | 1,54 m²                                                            | 1,54 m²                                                            | 1,65 m²                                                            | 1,65 m²                                                            | 1,88 m²                                                            |
| Gőznyomás:                                                         | 9 kg/cm²                                                           | 9/10 kg/cm²                                                        | 9/10 kg/cm²                                                        | 12 kg/cm²                                                          | 10 kg/cm²                                                          |
| Szerkocsi típusa:                                                  | 33                                                                 | 33                                                                 | 14                                                                 | 14                                                                 | 14                                                                 |
| Legnagyobb sebesség:                                               | 45 km/h                                                            | 45 km/h                                                            | 50 km/h                                                            | 50 km/h                                                            | 50 km/h                                                            |

## Fordítás
Ez a szócikk részben vagy egészben  a   kkStB 53 című német Wikipédia-szócikk fordításán alapul.  Az eredeti cikk szerkesztőit annak laptörténete sorolja fel. Ez a jelzés csupán a megfogalmazás eredetét és a szerzői jogokat jelzi, nem szolgál a cikkben szereplő információk forrásmegjelöléseként.